# Pseuderanthemum hookerianum
Pseuderanthemum hookerianum är en akantusväxtart som först beskrevs av Christian Gottfried Daniel Nees von Esenbeck, och fick sitt nu gällande namn av V.M. Baum. Pseuderanthemum hookerianum ingår i släktet Pseuderanthemum och familjen akantusväxter. Inga underarter finns listade i Catalogue of Life.